# Martin Palouš
Martin Palouš (* 14. října 1950 Praha) je český diplomat, pedagog, v letech 2011–2012 ředitel Knihovny Václava Havla, za normalizace signatář Charty 77, bývalý československý politik, po sametové revoluci poslanec Sněmovny lidu Federálního shromáždění za Občanské fórum, od roku 2018 člen Rady ÚSTR.

## Biografie
Po maturitě na SVVŠ Budějovická roce 1968 vystudoval na Karlově univerzitě chemii, filozofii a sociální vědy. Byl jedním z prvních signatářů Charty 77 a v roce 1986 působil jako její mluvčí. V listopadu 1989 byl zakládajícím členem Občanského fóra. Profesně je k roku 1990 uváděn jako člen Koordinačního centra OF Praha.
V lednu 1990 zasedl v rámci procesu kooptací do Federálního shromáždění po sametové revoluci do Sněmovny lidu (volební obvod č. 45 – Karlovy Vary-Sokolov, Západočeský kraj) jako bezpartijní poslanec, respektive poslanec za Občanské fórum. Ve Federálním shromáždění setrval do konce funkčního období, tedy do svobodných voleb roku 1990. Ve FS byl členem Výboru pro zahraniční věci.
V rámci Občanského fóra patřil ke skupině pražských aktivistů, kteří trvali na zachování OF coby širokého hnutí bez atributů politické strany a ideologického vymezování. Během roku 1990 se tato skupina dostávala do rozporu s představiteli pravice okolo Václava Klause i pravicově orientovanými regionálními předáky OF. Na hostivařském sněmu Občanského fóra 13. října 1990 kandidoval Palouš na předsedu OF a jeho protikandidátem byl Václav Klaus. Palouš byl považován za hlavního favorita. Nakonec ale poměrem 115 ku 52 hlasům zvítězil Klaus, který se tak stal předsedou OF.
V letech 1990–1992 a znovu v období let 1998–2001 zastával funkci náměstka ministra zahraničí ČR. Od roku 1990 pracoval na Karlově univerzitě jako pedagog. V roce 1994 se stal zaměstnancem Fakulty sociálních věd (mj. jako proděkan). Od roku 1994 působil v Centru pro teoretická studia a v letech 1994–1998 zastával post předsedy Českého helsinského výboru. Překládá díla Hannah Arendtové. Od července 2006 do roku 2011 byl mimořádným a zplnomocněným velvyslancem Stálé mise České republiky při OSN v New Yorku.
V roce 2008 obhájil disertační práci na Právnické fakultě Masarykovy univerzity a získal titul Ph.D. Od června 2011 do června 2012 působil jako ředitel Knihovny Václava Havla. Pak ho vystřídala Marta Smolíková, přičemž Palouš přešel na post ředitele zahraničních aktivit této knihovny.
V dubnu 2018 byl zvolen členem Rady Ústavu pro studium totalitních režimů.